# 兔峨乡
兔峨乡，是中华人民共和国云南省怒江傈僳族自治州兰坪白族普米族自治县下辖的一个乡镇级行政单位。

## 行政区划
兔峨乡下辖以下地区：
兔峨村、阿塔登村、腊马登村、丰甸村、江末村、果力村、大华村、扎局村、吾马普村、迤场村、花坪村、石坪村、大村头村和大麦地村。